# Mojster Pavel iz Levoče
Mojster Pavel iz Levoče (slovaško Majster Pavol z Levoče), slovaški kipar, rezbar iz 15. in 16. stoletja.
Večina dokumentov o njem je izginila v požaru, ki je |leta 1550 prizadel Levočo. Tako ni znan niti njegov priimek, niti datum in kraj rojstva oz. smrti. Rojen je bil nekje med letoma 1470 in 1480, umrl pa je med letoma 1537 (ko je še omenjen v neki listini) in 1542 (ko je omenjena le še njegova vdova).

Delovati naj bi začel v Krakovu (po slogu in povezanosti Levoče s tem mestom se da sklepati, da bi lahko bil učenec Vita Stwosza), nadaljeval v Sabinovu in Banski Bystrici, okoli leta 1500 pa naj bi se naselil v Levoči in se poročil s hčerjo vplivnega meščana. Leta 1506 je ustanovil rezbarsko delavnico. Med njegova najbolj znana dela sodijo oltar sv. Barbare v Banski Bystrici iz leta 1509, oltar sv. Jurija v Spišski Soboti iz leta 1516, leta 1517 pa je dokončal
zagotovo svoje najbolj znano delo, oltar v levoški cerkvi sv. Jakoba. Marija s tega oltarja je upodobljena tudi na bankovcu za 100 slovaških kron.
Kljub temu, da je leta 1527 postal član mestnega sveta v Levoči, pa je postal slaven šele po smrti. Tudi umetnostni zgodovinarji so njegovo ime začeli omenjati šele v 70. letih 19. stoletja v razpravah o
avtorstvu oltarja v Levoči.